# Уопатоу
Уо̀патоу (на английски: Wapato, буквени символи за произношение  Архив на оригинала от 2018-12-26 в Wayback Machine.) е град в окръг Якима, щата Вашингтон, САЩ. Уопатоу е с население от 4582 жители (2000) и обща площ от 2,5 km². Намира се на 261 m надморска височина. ЗИП кодът му е 98951, а телефонният му код е 509.